# Kia Nurse
Kia Nurse (22 de fevereiro de 1996) é uma basquetebolista profissional canadense.

## Carreira
Kia Nurse integrou a Seleção Canadense de Basquetebol Feminino, na Rio 2016, terminando na sétima colocação.